# The Unicorn and the Wasp
"The Unicorn and the Wasp" (KBS 더빙판: 유니콘과 말벌)은 영국의 SF 드라마 닥터 후 시즌 4의 일곱 번째 에피소드이다. 2008년 5월 17일 BBC One에서 처음 방영되었다.
1926년 잉글랜드의 저택을 배경으로, 추리 소설가 애거사 크리스티 (페넬라 울가 분)가 실종되기 직전 무슨 일이 벌어졌나를 다룬 에피소드이다. 저택에서 열린 파티의 초대 손님 중 한 명이 사실은 사람으로 변신하는 거대 말벌이었고, 애거사 크리스티의 추리소설의 전개를 따라 다른 손님 한 명 한 명씩을 살해하고 있었다. 일련의 사건 속에서 닥터와 도나, 크리스티가 추리 능력을 동원해 살인 미스터리를 풀어나간다는 이야기이다.

## 줄거리
1926년 잉글랜드로 향한 10대 닥터와 도나. 에디슨 양이 주최한 디너 파티에 초대되어 참석한다. 파티의 손님으로 만난 사람은 다름아닌 애거사 크리스티. 닥터는 지금 이 시점이 애거사 크리스티가 영문도 모른 채 실종되던 그때 즈음이라는 것을 깨닫는다. 이윽고 파티에 찾아온 손님이었던 피치 교수가 서재에서 납 파이프로 사망하고, 불에 탄 출생증명서가 증거물로 발견된다.
도나는 에디슨 양이 지난 1886년에 반년 동안 스스로 은둔해 살았던 방을 살펴보다 창문 밖에서 거대한 말벌과 마주친다. 말벌이 창문을 깨고 들어와 공격하려는 찰나, 도나는 가까쓰로 방에서 빠져나온다. 그리고 저택의 가정부 챈드라칼라 양이 떨어지는 가고일 석상에 맞아 죽는다. 닥터와 도나, 그리고 애거사 크리스티는 말벌의 뒤를 쫓지만 붙잡기도 전에 인간의 모습으로 돌아와 버린다. 이어지는 추리를 통해 닥터는 베스피폼 (Vespiform)이라는 말벌 형태의 외계 종족이 살인을 저질렀음을 알아낸다. 그 다음 순간 닥터는 시안화물에 중독되지만, 타임로드의 생리 능력으로 해독되어 살아난다. 저녁 식사에서 참석자 중 말벌을 가려내려는 시도가 이어지지만 실패하고, 그 와중에 에디슨양의 목걸이가 도난당하는가 하면, 그 아들 로저 커비슬리는 빵칼로 등이 찔려 죽는다.
마침내 살아남은 모든 손님이 한자리에 모이고, 닥터와 애가사는 모든 진상을 밝혀낸다. 앞서 아가사가 관목더미에서 발견한 보석도둑 '유니콘'의 도구가 로비나 레드먼드의 욕실 창문에서 떨어뜨린 것으로 결론이 모아지고, 아가사는 레드먼드가 보석 도둑 '유니콘'임을 밝힌다. 닥터는 에디슨양이 1886년에 스스로 은둔한 이유는 베스피폼을 임신했기 때문이라고 추리한다. 그 전 해인 1885년에 인도에 갔을 때 또다른 베스피폼을 만나 목걸이를 받고 사랑에 빠져 아기를 가졌지만 그 베스피폼은 홍수로 사망한 것이었다. 그 목걸이는 에디슨양이 알아채지 못하는 사이 에디슨양의 아들과 텔레파시로 연결되어 있었던 것이다. 애거사는 챈드라칼라가 1886년에 아이를 고아원에 내보냈고, 피치 교수는 에디슨양의 비밀을 알아챘기 때문에, 두 사람이 베스피폼의 원한을 사 희생된 것이라고 추리한다. 이어서 닥터는 고아원에 내보낸 그 베스피폼 아이, 두 사람을 죽인 살인자가 고라이틀리 목사임을 밝힌다. 텔레파시 링크를 통해 고라이틀리 목사는 자신의 이질적인 본성과 상속을 알게 되었고, 당시 그의 어머니가 읽고 있던 애거사 크리스티의 살인 추리소설을 참고해 일을 저지른 것이었다.
분노한 고라이틀리는 본모습으로 변신하여 손님들을 위협한다. 애거사는 목걸이를 챙겨 차를 몰고 인근의 사일런트풀 호수 (Silent Pool)로 향한다. 도나가 애거사를 따라잡은 그때 애거사는 목걸이를 호수에 던지고, 베스피폼이 그 뒤를 따라 물속에 들어갔다가 익사한다. 목걸이를 잠시동안 지니면서 벌어진 텔레파시 연결의 후유증으로 애거사는 의식을 잃고 기억 상실증에 시달린다. 닥터는 역사 속에 기록된 미스터리 실종사건대로 열흘 뒤에 애거사를 해러깃역에 조용히 데려다 준다.

### 다른 에피소드와의 연관성
에피소드 마지막에서 닥터는 먼 미래에 출간된 크리스티의 추리소설을 도나에게 보여주는데, 이때 'C'로 시작하는 물건이 들어 있는 상자에서 꺼내든다. 그 상자에는 "The Age of Steel"의 사이버맨 (Cyberman) 갑옷 껍데기, "The Fires of Pompeii"의 카이실리우스 (Caecilius)를 묘사한 것으로 추정되는 로마 시대의 대리석 두상, "The Shakespeare Code"의 마녀 종족 캐리오나이트 (Carrionites)가 갇혀 들어간 수정구슬이 들어 있다.
에피소드 초반에 닥터는 애거사 크리스티를 만나보고 싶다고 말한다. 이 대사는 시즌 3의 "Last of the Time Lords"를 참고한 것이다. 도나는 미스터리 살인사건 현장에서 애거사 크리스티를 만나는 건 "크리스마스날에 유령에 둘러싸인 찰스 디킨스를 만나는 꼴 아니냐"고 황당해하는데 이는 시즌 1의 "The Unquiet Dead"에서 닥터가 실제로 경험했던 사건이다. 도나가 애거사에게 바람피는 남편에 대해 이야기하는 장면에서, 란스와의 약혼과 배신을 회상하는 동시에, 라크노스 여왕을 '거대한 거미'라고 잠깐 언급한다. 이는 모두 2006년 크리스마스 에피소드 "The Runaway Bride"에서 벌어진 사건이다.
닥터가 애거사 크리스티와 대담하면서 알리바이를 입증할 때 회상 장면이 묘사된다. 중세 벨기에의 숲속에서 등에 활과 화살통을 짊어진 채 다니는 모습과 함께, 내레이션으로 자신은 아르덴숲 깊숙히 들어가 "미친 컴퓨터에게 납치된" 샤를마뉴를 찾고 있었다고 설명한다. 모든 사건을 채 설명하기도 전에 크리스티가 말을 끊으면서 이 정도로만 묘사되지만, 이 때 닥터가 경험한 사건은 닥터후 BBC 공식 홈페이지의 단편 이야기인 "The Lonely Computer"로 공개된 바 있다.

## 제작

### 각본
이번 에피소드의 각본은 시즌3의 대체역사 에피소드인 "The Shakespeare Code"를 썼던 개러스 로버츠가 썼다. 총괄 프로듀서 러셀 T 데이비스가 "The Shakespeare Code"의 각본을 읽어본 뒤 시즌 4에서도 한 에피소드의 각본을 맡아줄 것을 부탁했다고 한다. 그로부터 몇 달 후, 개러스 로버츠는 제작팀으로부터 "애거사 크리스티"라는 이메일을 받으며 소재를 제공받았다. 애거사 크리스티가 현장에 나타나는 미스터리 살인극이라는 아이디어는 원래 프로듀서 필 콜린슨이 생각해낸 것이었다.
크리스티의 소설 팬을 자부하는 로버츠는 이 에피소드를 코미디로 기획했다. 로버츠는 자신이 가장 좋아하는 소설이자 귀족사회의 비밀에 초점을 맞춘 <비뚤어진 집>과 <백주의 악마>의 1982년 영화판을 기반으로 각본을 써내려갔다. 두 작품에 대해 로버츠는 "모던한 닥터 후를 우아한 상류층으로 채우는 건 굉장히 낯설다. 텔레비전에서 그런 상류층을 볼 수 있다는 건, 크리스마스면 몰라도 없지 않은가"라면서도, "어렴풋 이국적인 장소에 잉글랜드 배우들이 많이 모여서 허풍을 떨다가... 누군가 살해당했다! 이런 이야기를 지켜보는 것보다 더 좋은 건 없을 것이다"라고 밝혔다. 에피소드의 제목은 얼핏 들으면 크리스티의 소설 제목처럼 들리도록 의도한 것이지만, 실제로 크리스티가 'the ( ) and the ( )'라는 식의 제목은 쓴 적이 없는데 이는 인터뷰에서 로버츠도 인정하였다.
로버츠는 각본 작업을 하면서 "크고 재미있는 올스타 살인 미스터리 유머극"으로 만들 것을 목표로 삼았다. 이 과정에서 총괄프로듀서 러셀 T. 데이비스가 "(로버츠의 각본이) 밑그림에서부터 훨씬 더 웃겼으면 좋겠다"고 한 것과 더불어, 전 닥터후 스크립트 에디터였던 더글러스 애덤스가  했던 "대본에 어떤 식으로든 확실히 웃기도록 의도된 뭔가를 넣는 순간 위험에 빠지고 만다. 모두가 '아, 그러니까 바보 같은 목소리와 바보 같은 걸음걸이를 하면 되는구나' 하고 생각하기 때문이다. 개인적으로 그것은 틀림없이 잘못된 방법이라고 생각한다"라는 조언으로부터 영향을 받았다고 한다. 이 조언과 함께 로버츠는 캐릭터는 유머를 인식하지 못한다는 코미디계의 격언을 소개하고, 그 예로 드라마 <폴티 타워스>에 나오는 등장인물인 베이질 폴티의 성격을 들었다.
로버츠는 닥터 후 매거진과의 인터뷰에서 "부담 없이 썼다"고 밝혔다. "The Shakespeare Code"와 사라 제인 어드벤처의 <What Happened to Sarah Jane?> 편이 성공을 거둔 것에 만족했다고도 밝혔다. 본인 스스로를 UNIT의 벨 상병에 빗대어 "괴물 사건의 현장"이 되길 바라지도, "닥터에게 크고 중대한 사건이 벌어지는" 에피소드를 쓰고 싶지도 않았다고 밝혔다.
로버츠와 데이비스는 이번 에피소드에서 크리스티의 작품을 최대한 언급하기 위해 아예 대회를 열기도 했다. 이에 따르면 언급된 닥품은 애크로이드 살인 사건, 왜 에번스를 부르지 않았는가, 도서관의 시체, 비밀의 적수, N이냐 M이냐, 네메시스, 비둘기 속의 고양이, 죽은 자의 어리석음, 마술 살인, 죽음과의 약속, 테이블 위의 카드, 빛나는 청산가리, 끝없는 밤, 비뚤어진 집, 구름 속의 죽음, 움직이는 손가락, 밀물을 타고, 마지막으로 죽음이 오다, 오리엔트 특급 살인, 목사관 살인사건 등이었다. 삭제 씬 중에는 닥터의 옷을 가리켜 갈색 양복의 사나이라고 부르는데 이 또한 크리스티의 소설 제목이다.
이야기 자체도 크리스티의 여러 추리소설과 유사하다. 보석 절도라는 소재는 침니스의 비밀과 닮았다. 챈드라칼라가 가고일 석상에 깔려 죽는 것은 그리고 아무도 없었다의 영향을 받았다. 그리고 대령에게 사실 장애가 없었다는 반전은 창백한 말의 핵심 설정과 닮았다. 벤저민 쿡 기자와의 이메일 대담에서 데이비스는 처음에 <그리고 아무도 없었다>의 원제인 <열 꼬마 깜둥이> (Ten Little Niggers)라는 Ten Little Niggers 라는 원래 제목에 대한 참조를 추가했지만 너무 위험하다고 판단했다.

### 캐스팅
데이비드 테넌트의 아버지 알렉산더 맥도널드는 이번 에피소드 촬영장에서 데이비드를 보러 갔다가 직접 연기를 해 보는 것이 어떻겠냐는 제의를 받아, 첫 장면 중에서 하인으로 카메오 출연했다. 다만 엑스트라로 즉석 캐스팅된 만큼 대사는 따로 나오지 않는다.
애거사 크리스티 역에 페넬라 울가가 캐스팅된 것은 데이비드 테넌트의 생각에 따른 것으로 이전에 브라이트 영 싱, 히 뉴 히 워즈 라이트 등의 드라마에서 함께 출연한 적이 있었다. 울가는 나중에 오디오극 더 컴퍼니 오브 프렌즈에서 헬런 페모어 역을, 네버모어 (Nevermore)에서 모렐라 웬디고 역을 맡게 된다. 이전에는 아가사 크리스티: 명탐정 포와로의 에피소드 "Lord Edgware Dies"에서 엘리스 역으로 출연했으며, 이후 에피소드 "Hallowe'en Party"에서도 엘리자베스 휘태커 역으로 출연한 바 있다.
커비실리 대령을 연기한 크리스토퍼 벤저민은 이전에 닥터 후에 출연한 경력이 두 번 있다. 1970년 "Inferno"에서 키스 골드 경 역을, 1977년 "The Talons of Weng-Chiang"에서 헨리 고든 재고 역을 맡았다.

### 음악
정원 파티에서 연주되는 음악은 "Twentieth Century Blues"라는 곡으로, 원래 노엘 코워드의 1931년 연극 캐벌케이드에서 소개된 곡이다. 작중 삽입된 녹음본은 다른 시대 음악과 함께 편집된 것으로 레이 노블과 뉴 메이페어 오케스트라의 1931년 녹음본 'Love is the Sweetest Thing'이며 가수 알 보울리가 불렀다.

### 편집
결말 부분에서 닥터와 도나가 노인이 된 애거사 크리스티 (다핀 옥센퍼드)를 방문하고, 실종된 동안 발생한 사건을 회상하는 장면, 즉 액자 구조 형식을 취할 예정이었다. 그러나 이야기의 급박한 분위기를 누그러뜨릴 것을 우려한 제작진의 판단에 따라 삭제됐다. 이를 대체하는 장면으로 타디스 세트장 내에서 닥터와 도나가 크리스티의 소설을 두고 이야기를 나누는 새 엔딩이 촬영되었는데, 처음부터 기획한 장면이 아닌 액자 구조를 포기하기로 결정한 뒤에 제작이 결정되어 나머지 씬보다 훨씬 뒤에 촬영되었다.
상술한 장면와 그 밖의 다른 장면 컷은 닥터 후 시즌 4 DVD 박스 세트에 수록됐다.

## 방송과 반응
BARB 수치에 따르면 "The Unicorn and the Wasp"는 841만 명의 시청자를 끌어모아 방송 당일  ITV의 브리튼스 갓 탤런트에 이어 시청률 2위를 기록했으며, 금주의 시청률 7위 프로그램을 기록했다.

### 평가
이번 에피소드의 영국 시청지수는 86점('우수' 등급)을 받았다.
디지털 스파이의 벤 로슨존스는 별 5개 중 4개를 매겼다. 그는 "이번 에피소드에서 스타일과 실체가 훌륭하게 융합되었다"고 밝히며, "아가사 크리스티의 실제 실종사건과 거대한 외계 벌레, 고전적인 '후더닛' (whodunnit) 미스터리 살인극 플롯 등, 많은 요소를 저글링 하듯 성공적으로 다뤄냈다"며 "어이없는 이야기를 현혹스럽게" 만든 개러스 로버츠의 각본을 높이 평가했다. 그러나 그는 "The Unquiet Dead", "The Shakespeare Code"처럼 이전에 닥터후에서 다뤄졌던 역사 속 유명 작가의 에피소드를 인용하면서 "애거사 크리스티의 본 작품에 관한 농담을 더 많이 살릴 수 있었을 텐데 여백이 많았다"고 평했다. 그런 다음 그는 로버츠가 "음모극 전반을 크리스티에게 보내는 경의로 바꾸었기 때문에 이러한 언급을 넣는다고 해서 성가시기보다는 흥미진진할 수 있었다"고 말했다.
한편 이 에피소드를 인상깊게 본 게임 바이오쇼크 2의 수석 디렉터 조던 토머스는 페넬라 울가의 애거사 크리스티 연기에서 영감을 받아 게임 내에서 소피아 램 (Sofia Lamb)이라는 캐릭터를 만들고, 그 성우도 울가가 맡도록 했다고 밝혔다. 이 게임에는 그레이스 홀로웨이라는 캐릭터도 등장하는데 이는 1996년 닥터후 TV 영화에서 동명의 닥터 동행자로부터 따온 것이다.